# Хопинс (Мисури)
Хопинс (енгл. Hopkins) град је у америчкој савезној држави Мисури.

## Демографија
По попису из 2010. године број становника је 532, што је 47 (-8,1%) становника мање него 2000. године.
| Група             | 2000.       | 2010.       |
| Белци             | 570 (98,4%) | 515 (96,8%) |
| Афроамериканци    | 0 (0,0%)    | 9 (1,7%)    |
| Азијати           | 0 (0,0%)    | 2 (0,4%)    |
| Хиспаноамериканци | 3 (0,5%)    | 4 (0,8%)    |
| Укупно            | 579         | 532         |